# فرانتیشک والوشک
فرانتیشک والوشک (چکی: František Valošek؛ زادهٔ ۱۲ ژوئیهٔ ۱۹۳۷) بازیکن فوتبال اهل چکسلواکی بود.
از باشگاه‌هایی که در آن بازی کرده‌است می‌توان به باشگاه فوتبال بانیک استراوا اشاره کرد.
وی در مسابقات کشوری و بین‌المللی در مجموع برندهٔ ۱ مدال نقره شده‌است.